# رز لاول
رزماری (رز) کیتلین لاوِل (انگلیسی: Rosemary (Rose) Kathleen Lavelle؛ زادهٔ ۱۴ مهٔ ۱۹۹۵) بازیکن فوتبال باشگاه رین اهل ایالات متحده آمریکا است.
وی همچنین در تیم ملی فوتبال زنان ایالات متحده آمریکا بازی کرده‌است.